# 街のあかり
『街のあかり』（まちのあかり、フィンランド語：Laitakaupungin valot、英語：Lights in the Dusk）は、2006年のフィンランドのコメディドラマ映画。『浮き雲』『過去のない男』に続くアキ・カウリスマキ監督の“フィンランド三部作”第三作。2006年カンヌ国際映画祭コンペティション部門正式出品作品。

## ストーリー
ヘルシンキの百貨店で夜間警備員を務める冴えない男コイスティネンは、魅力的な女性ミルヤと出会う。しかしミルヤは、百貨店強盗をもくろむ悪党リンドストロンの手先だった。まんまと利用されたコイスティネンだったが、惚れたミルヤをかばって服役する。リンドストロンはそこまで読んで孤独な彼を狙ったのだ。なじみのソーセージ売りアイラの思いには気づかぬまま、粛々と刑期を終え社会復帰を目指すコイスティネン。だがある日、リンドストロンと一緒のミルヤと居合わせた彼は、自分が利用されていたに過ぎないことを悟る。

## キャスト
- コイスティネン：ヤンネ・フーティアイネン
- ミルヤ：マリア・ヤルヴェンヘルミ（英語版）
- リンドストロン：イルッカ・コイヴラ（英語版）
- アイラ：マリア・ヘイスカネン（英語版）
- 少年：ヨーナス・タポラ
- 刑事：ペルッティ・スヴェホルム
- ディスコのバンド：メルローズ
- スーパーのレジ係：カティ・オウティネン
- 犬：パユ